# Stöde kommundel
Stöde kommundel är en av Sundsvalls kommuns åtta kommundelar. Den omfattar distriktet Stöde och motsvarar den tidigare kommunen Stöde. Tätortena Fanbyn, Nedansjö och Stöde ligger i kommundelen.